# Llista de topònims de Viladrau
Llista de topònims (noms propis de lloc) del municipi de Viladrau, a Osona
Informació actualitzada per un bot. Els canvis manuals es perdran quan s'actualitzi!

## arbre singular
| imatge | Nom                           | Ubicat a | instància de   | Detalls                                                                                 | coordenades                                                              | Protecció        | Commons (més fotos)           | Dades a WD                    |
| ------ | ----------------------------- | -------- | -------------- | --------------------------------------------------------------------------------------- | ------------------------------------------------------------------------ | ---------------- | ----------------------------- | ----------------------------- |
|        | avet de Numídia del Noguer    | Viladrau | arbre singular | Taxon: Abies numidica (Abies numidica) Ample: 15.1m Alt: 34.5m Perímetre: 3m            | 41° 50′ 23″ N, 2° 23′ 25″ E / 41.83965°N,2.39018°E ca:el Noguer 815 msnm | arbre monumental | Avet de Numídia del Noguer    | Modifica les dades a Wikidata |
|        | avet noble del Noguer         | Viladrau | arbre singular | Taxon: Abies procera (Abies procera) Ample: 1.02m Alt: 38m Perímetre: 3.14m             | 41° 50′ 22″ N, 2° 23′ 24″ E / 41.83952°N,2.39005°E ca:El Noguer 815 msnm | arbre monumental | Avet noble del Noguer         | Modifica les dades a Wikidata |
|        | castanyer de les Nou Branques | Viladrau | arbre singular | Taxon: castanyer (Castanea sativa) Ample: 18.2m Alt: 24.5m Perímetre: 7.35m             | 41° 50′ 04″ N, 2° 23′ 38″ E / 41.834547°N,2.393899°E ca:la Vila 855 msnm | arbre monumental | Castanyer de les Nou Branques | Modifica les dades a Wikidata |
|        | sequoia del Noguer            | Viladrau | arbre singular | Taxon: sequoia gegant (Sequoiadendron giganteum) Ample: 15.5m Alt: 29m Perímetre: 6.72m | 41° 50′ 21″ N, 2° 23′ 23″ E / 41.83914°N,2.3897°E ca:El Noguer 815 msnm  | arbre monumental | Sequoia del Noguer            | Modifica les dades a Wikidata |
|        | sequoia roja del Noguer       | Viladrau | arbre singular | Taxon: Sequoia costanera (Sequoia sempervirens) Ample: 21.5m Alt: 37m Perímetre: 4.97m  | 41° 50′ 21″ N, 2° 23′ 23″ E / 41.83923°N,2.38966°E ca:El Noguer 810 msnm | arbre monumental | Sequoia roja del Noguer       | Modifica les dades a Wikidata |

## cabana
| imatge | Nom                      | Ubicat a | instància de | Detalls                     | coordenades                                                                   | Protecció                                  | Commons (més fotos)         | Dades a WD                    |
| ------ | ------------------------ | -------- | ------------ | --------------------------- | ----------------------------------------------------------------------------- | ------------------------------------------ | --------------------------- | ----------------------------- |
|        | cabana de Ca l'Herbolari | Viladrau | cabana       | Estil: arquitectura popular | 41° 50′ 41″ N, 2° 24′ 01″ E / 41.844791°N,2.400413°E                          | bé integrant del patrimoni cultural català |                             | Modifica les dades a Wikidata |
|        | cabana de Masvidal       | Viladrau | cabana       | Estil: arquitectura popular | 41° 51′ 29″ N, 2° 21′ 17″ E / 41.857994°N,2.354706°E                          | bé integrant del patrimoni cultural català |                             | Modifica les dades a Wikidata |
|        | corral de Can Bosc       | Viladrau | cabana       |                             | 41° 49′ 52″ N, 2° 22′ 16″ E / 41.8311459104345°N,2.37105889888588°E           |                                            |                             | Modifica les dades a Wikidata |
|        | corral de la Vila        | Viladrau | cabana       |                             | 41° 49′ 24″ N, 2° 24′ 22″ E / 41.8232624147364°N,2.40612832103509°E           |                                            |                             | Modifica les dades a Wikidata |
|        | corral del Martí         | Viladrau | cabana       |                             | 41° 49′ 20″ N, 2° 24′ 16″ E / 41.8222544069818°N,2.40453615587404°E 1139 msnm |                                            | Corral del Martí (Viladrau) | Modifica les dades a Wikidata |
|        | corral del Pujol         | Viladrau | cabana       |                             | 41° 49′ 33″ N, 2° 22′ 48″ E / 41.8258357409583°N,2.38005797887922°E           |                                            |                             | Modifica les dades a Wikidata |
|        | corral dels Senglars     | Viladrau | cabana       |                             | 41° 48′ 38″ N, 2° 24′ 52″ E / 41.8106505283502°N,2.41446748267585°E           |                                            |                             | Modifica les dades a Wikidata |

## casa
| imatge | Nom                         | Ubicat a | instància de | Detalls                                               | coordenades                                                                              | Protecció                                  | Commons (més fotos) | Dades a WD                    |
| ------ | --------------------------- | -------- | ------------ | ----------------------------------------------------- | ---------------------------------------------------------------------------------------- | ------------------------------------------ | ------------------- | ----------------------------- |
|        | Antiga Masoveria de la Vila | Viladrau | casa         | Estil: arquitectura popular                           | 41° 50′ 17″ N, 2° 23′ 38″ E / 41.838021°N,2.393996°E                                     | bé integrant del patrimoni cultural català |                     | Modifica les dades a Wikidata |
|        | Can Cabanya                 | Viladrau | casa         | Estil: arquitectura popular                           | 41° 51′ 24″ N, 2° 21′ 21″ E / 41.85665°N,2.3558°E                                        | bé integrant del patrimoni cultural català |                     | Modifica les dades a Wikidata |
|        | Can Soliguer                | Viladrau | casa         | Arquitecte: Raimon Duran i Reynals Estil: noucentisme | 41° 50′ 35″ N, 2° 23′ 26″ E / 41.843188°N,2.390675°E ca:C. del Pla de Montfalcó 834 msnm | bé integrant del patrimoni cultural català |                     | Modifica les dades a Wikidata |
|        | Casa Nova de Fàbregues      | Viladrau | casa         | Estil: arquitectura popular                           | 41° 52′ 40″ N, 2° 21′ 22″ E / 41.877803°N,2.356077°E                                     | bé integrant del patrimoni cultural català |                     | Modifica les dades a Wikidata |
|        | Casa Nova de la Sala        | Viladrau | casa         | Estil: arquitectura popular                           | 41° 50′ 23″ N, 2° 21′ 36″ E / 41.839768°N,2.359999°E                                     | bé integrant del patrimoni cultural català |                     | Modifica les dades a Wikidata |
|        | Torre de la Casa Nova       | Viladrau | casa         | Estil: arquitectura popular                           | 41° 50′ 25″ N, 2° 23′ 32″ E / 41.840409°N,2.392225°E ca:Pg. de Ramon Bofill 857 msnm     | bé integrant del patrimoni cultural català |                     | Modifica les dades a Wikidata |

## collada
| imatge | Nom                 | Ubicat a                   | instància de | Detalls | coordenades                                                                                | Protecció | Commons (més fotos) | Dades a WD                    |
| ------ | ------------------- | -------------------------- | ------------ | ------- | ------------------------------------------------------------------------------------------ | --------- | ------------------- | ----------------------------- |
|        | coll Pregon         | Viladrau Montseny          | collada      |         | 41° 48′ 18″ N, 2° 23′ 27″ E / 41.80501385438998°N,2.3908996582031254°E massís del Montseny |           | Coll Pregon         | Modifica les dades a Wikidata |
|        | coll de Sant Marçal | Viladrau Arbúcies Montseny | collada      |         | 41° 48′ 17″ N, 2° 25′ 08″ E / 41.80460238581173°N,2.4187842240534856°E 1100 msnm           |           | Coll de Sant Marçal | Modifica les dades a Wikidata |

## cova
| imatge | Nom                  | Ubicat a | instància de | Detalls | coordenades                                                         | Protecció | Commons (més fotos) | Dades a WD                    |
| ------ | -------------------- | -------- | ------------ | ------- | ------------------------------------------------------------------- | --------- | ------------------- | ----------------------------- |
|        | cova d'en Pere       | Viladrau | cova         |         | 41° 49′ 07″ N, 2° 21′ 46″ E / 41.8185800343203°N,2.36265719356926°E |           |                     | Modifica les dades a Wikidata |
|        | cova de Sant Segimon | Viladrau | cova         |         | 41° 49′ 18″ N, 2° 21′ 21″ E / 41.8215327475302°N,2.35592104689746°E |           |                     | Modifica les dades a Wikidata |
|        | cova dels Sants      | Viladrau | cova         |         | 41° 49′ 18″ N, 2° 21′ 22″ E / 41.8217772022759°N,2.35614737796948°E |           |                     | Modifica les dades a Wikidata |

## entitat singular de població
| imatge | Nom            | Ubicat a | instància de                                                                   | Detalls | coordenades                                                                  | Protecció | Commons (més fotos) | Dades a WD                    |
| ------ | -------------- | -------- | ------------------------------------------------------------------------------ | ------- | ---------------------------------------------------------------------------- | --------- | ------------------- | ----------------------------- |
|        | Viladrau       | Viladrau | entitat singular de població capital municipal ens local històric de Catalunya | 890 hab | 41° 50′ 51″ N, 2° 23′ 25″ E / 41.84746°N,2.39019°E 792 msnm                  |           |                     | Modifica les dades a Wikidata |
|        | Vilarmau       | Viladrau | entitat singular de població                                                   | 25 hab  | 41° 50′ 25″ N, 2° 25′ 06″ E / 41.840209556014°N,2.41833163101°E 963 msnm     |           |                     | Modifica les dades a Wikidata |
|        | el Rieral      | Viladrau | entitat singular de població                                                   | 56 hab  | 41° 51′ 29″ N, 2° 21′ 14″ E / 41.85794063°N,2.35394861°E 649 msnm            |           |                     | Modifica les dades a Wikidata |
|        | els Vernets    | Viladrau | entitat singular de població                                                   | 0 hab   | 41° 50′ 46″ N, 2° 23′ 32″ E / 41.84623551°N,2.392294407°E 849.645 msnm       |           |                     | Modifica les dades a Wikidata |
|        | les Casiques   | Viladrau | entitat singular de població                                                   | 22 hab  | 41° 50′ 51″ N, 2° 22′ 49″ E / 41.847561°N,2.380189°E 775 msnm                |           |                     | Modifica les dades a Wikidata |
|        | les Corts      | Viladrau | entitat singular de població                                                   | 9 hab   | 41° 52′ 05″ N, 2° 23′ 26″ E / 41.868006°N,2.390461°E 735 msnm                |           |                     | Modifica les dades a Wikidata |
|        | les Guilleries | Viladrau | entitat singular de població urbanització                                      | 165 hab | 41° 52′ 46″ N, 2° 20′ 40″ E / 41.8793459735556°N,2.34448206439548°E 646 msnm |           |                     | Modifica les dades a Wikidata |
|        | les Paitides   | Viladrau | entitat singular de població                                                   | 7 hab   | 41° 50′ 41″ N, 2° 23′ 56″ E / 41.844613515328°N,2.3990192981996°E 935 msnm   |           |                     | Modifica les dades a Wikidata |
|        | les Índies     | Viladrau | entitat singular de població                                                   | 1 hab   | 41° 51′ 09″ N, 2° 23′ 13″ E / 41.8523886550366°N,2.38689723453385°E 777 msnm |           |                     | Modifica les dades a Wikidata |

## església
| imatge | Nom                        | Ubicat a | instància de      | Detalls                                              | coordenades                                                                             | Protecció                                  | Commons (més fotos)                      | Dades a WD                    |
| ------ | -------------------------- | -------- | ----------------- | ---------------------------------------------------- | --------------------------------------------------------------------------------------- | ------------------------------------------ | ---------------------------------------- | ----------------------------- |
|        | Sant Martí de Viladrau     | Viladrau | església          |                                                      | 41° 50′ 51″ N, 2° 23′ 21″ E / 41.847563°N,2.389263°E                                    | bé integrant del patrimoni cultural català | Església de Sant Martí Tours de Viladrau | Modifica les dades a Wikidata |
|        | Sant Miquel dels Barretons | Viladrau | església capella  |                                                      | 41° 49′ 17″ N, 2° 21′ 18″ E / 41.8213925172273°N,2.35500733421927°E 1305 msnm           |                                            | Sant Miquel dels Barretons               | Modifica les dades a Wikidata |
|        | Sant Segimon               | Viladrau | església santuari | Estil: arquitectura popular 14th century             | 41° 49′ 20″ N, 2° 21′ 18″ E / 41.822149°N,2.355081°E 1237 msnm                          | bé cultural d'interès local                | Sant Segimon (Viladrau)                  | Modifica les dades a Wikidata |
|        | l'Erola de Viladrau        | Viladrau | església          | Estil: arquitectura popular 17th century             | 41° 49′ 56″ N, 2° 21′ 54″ E / 41.832148°N,2.365127°E ca:Ctra. GE-520, esquerra 870 msnm | bé cultural d'interès local                | L'Erola de Viladrau                      | Modifica les dades a Wikidata |
|        | la Pietat de viladrau      | Viladrau | església          | Estil: arquitectura popular gòtic tardà 17th century | 41° 50′ 48″ N, 2° 23′ 30″ E / 41.846559°N,2.391645°E                                    | bé cultural d'interès local                | Capella de la Pietat de Viladrau         | Modifica les dades a Wikidata |

## font
| imatge | Nom               | Ubicat a | instància de | Detalls | coordenades                                                            | Protecció | Commons (més fotos) | Dades a WD                    |
| ------ | ----------------- | -------- | ------------ | ------- | ---------------------------------------------------------------------- | --------- | ------------------- | ----------------------------- |
|        | Font Generosa     | Viladrau | font         |         | 41° 48′ 52″ N, 2° 23′ 30″ E / 41.81450376276872°N,2.3916050264949074°E |           | Font Generosa       | Modifica les dades a Wikidata |
|        | font Rupitosa     | Viladrau | font         |         | 41° 49′ 09″ N, 2° 23′ 13″ E / 41.8190724673769°N,2.38693819372766°E    |           |                     | Modifica les dades a Wikidata |
|        | font de Matagalls | Viladrau | font         |         | 41° 48′ 37″ N, 2° 22′ 30″ E / 41.8102709546375°N,2.37491094003787°E    |           |                     | Modifica les dades a Wikidata |
|        | font de l'Oreneta | Viladrau | font         |         | 41° 50′ 40″ N, 2° 23′ 16″ E / 41.8445°N,2.38781°E 780 msnm             |           | Font de l'Oreneta   | Modifica les dades a Wikidata |
|        | font del Llops    | Viladrau | font         |         | 41° 48′ 54″ N, 2° 24′ 00″ E / 41.81511467832106°N,2.3998706288929137°E |           | Font del Llops      | Modifica les dades a Wikidata |

## masia
| imatge | Nom                              | Ubicat a | instància de     | Detalls                                    | coordenades | Protecció                                            | Commons (més fotos)        | Dades a WD                    |
| ------ | -------------------------------- | -------- | ---------------- | ------------------------------------------ | --- | ---------------------------------------------------- | -------------------------- | ----------------------------- |
|        | Ca l'Escloper                    | Viladrau | masia            | Estil: arquitectura popular                | 41° 50′ 33″ N, 2° 23′ 59″ E / 41.842614°N,2.399641°E                                                                    | bé integrant del patrimoni cultural català           |                            | Modifica les dades a Wikidata |
|        | Ca l'Herbolari de Viladrau       | Viladrau | masia            | Estil: arquitectura popular                | 41° 50′ 40″ N, 2° 24′ 02″ E / 41.8445°N,2.4006°E                                                                        | bé integrant del patrimoni cultural català           |                            | Modifica les dades a Wikidata |
|        | Ca n'Enric Isamat                | Viladrau | masia            |                                            | 41° 50′ 53″ N, 2° 23′ 43″ E / 41.8480018924868°N,2.39531110934295°E                                                     |                                                      |                            | Modifica les dades a Wikidata |
|        | Ca n'Onofre                      | Viladrau | masia            |                                            | 41° 51′ 09″ N, 2° 23′ 06″ E / 41.852549922852°N,2.38505252236845°E                                                      |                                                      |                            | Modifica les dades a Wikidata |
|        | Cal Bacallà                      | Viladrau | masia            |                                            | 41° 50′ 38″ N, 2° 24′ 04″ E / 41.8439164428416°N,2.40116743947298°E                                                     |                                                      |                            | Modifica les dades a Wikidata |
|        | Cal Bisbe                        | Viladrau | masia            | Estil: arquitectura popular                | 41° 50′ 51″ N, 2° 22′ 45″ E / 41.84753°N,2.37922°E                                                                      | bé integrant del patrimoni cultural català           |                            | Modifica les dades a Wikidata |
|        | Cal Ferrer                       | Viladrau | masia            | Estil: arquitectura popular                | 41° 50′ 35″ N, 2° 24′ 07″ E / 41.843055555556°N,2.4019444444444°E ca:Barri de les Partides, número 10                   | bé integrant del patrimoni cultural català           |                            | Modifica les dades a Wikidata |
|        | Cal Sord                         | Viladrau | masia            |                                            | 41° 51′ 11″ N, 2° 23′ 10″ E / 41.8531145045287°N,2.38620362470466°E                                                     |                                                      |                            | Modifica les dades a Wikidata |
|        | Can Barraca                      | Viladrau | masia            |                                            | 41° 50′ 33″ N, 2° 23′ 57″ E / 41.8426264595148°N,2.39905954459516°E                                                     |                                                      |                            | Modifica les dades a Wikidata |
|        | Can Batllic                      | Viladrau | masia            |                                            | 41° 51′ 31″ N, 2° 22′ 07″ E / 41.8585948889685°N,2.36870570366157°E                                                     |                                                      |                            | Modifica les dades a Wikidata |
|        | Can Belet                        | Viladrau | masia            |                                            | 41° 50′ 37″ N, 2° 24′ 02″ E / 41.8437°N,2.4006°E                                                                        |                                                      |                            | Modifica les dades a Wikidata |
|        | Can Cisquet                      | Viladrau | masia            |                                            | 41° 51′ 16″ N, 2° 21′ 43″ E / 41.8544866105044°N,2.36197555977252°E                                                     |                                                      |                            | Modifica les dades a Wikidata |
|        | Can Clarà                        | Viladrau | masia            |                                            | 41° 51′ 01″ N, 2° 23′ 32″ E / 41.8501471517794°N,2.39220702036154°E                                                     |                                                      |                            | Modifica les dades a Wikidata |
|        | Can Feliu                        | Viladrau | masia            |                                            | 41° 51′ 39″ N, 2° 24′ 24″ E / 41.8608331600388°N,2.40673263524867°E                                                     |                                                      |                            | Modifica les dades a Wikidata |
|        | Can Gat                          | Viladrau | masia            |                                            | 41° 49′ 59″ N, 2° 21′ 41″ E / 41.8331737628377°N,2.36150080321966°E 806 msnm                                            |                                                      | Can Gat (Viladrau)         | Modifica les dades a Wikidata |
|        | Can Gaudenci                     | Viladrau | masia            |                                            | 41° 50′ 34″ N, 2° 24′ 09″ E / 41.8427613263406°N,2.40246702996379°E                                                     |                                                      |                            | Modifica les dades a Wikidata |
|        | Can Geijó                        | Viladrau | masia            |                                            | 41° 51′ 01″ N, 2° 23′ 19″ E / 41.8501815608543°N,2.38850843968305°E                                                     |                                                      |                            | Modifica les dades a Wikidata |
|        | Can Ginetó                       | Viladrau | masia            | Estil: arquitectura popular                | 41° 50′ 35″ N, 2° 24′ 01″ E / 41.843127°N,2.400353°E                                                                    | bé integrant del patrimoni cultural català           |                            | Modifica les dades a Wikidata |
|        | Can Llucer                       | Viladrau | masia            |                                            | 41° 50′ 32″ N, 2° 23′ 53″ E / 41.8423331456102°N,2.3980866471607°E                                                      |                                                      |                            | Modifica les dades a Wikidata |
|        | Can Masó                         | Viladrau | masia            |                                            | 41° 51′ 04″ N, 2° 23′ 23″ E / 41.851097741328°N,2.38972846751159°E                                                      |                                                      |                            | Modifica les dades a Wikidata |
|        | Can Pau Moliner                  | Viladrau | masia            | Estil: arquitectura popular                | 41° 51′ 04″ N, 2° 22′ 08″ E / 41.85103°N,2.368799°E                                                                     | bé integrant del patrimoni cultural català           |                            | Modifica les dades a Wikidata |
|        | Can Perereda                     | Viladrau | masia            |                                            | 41° 51′ 12″ N, 2° 23′ 12″ E / 41.8532527532808°N,2.38679260634046°E                                                     |                                                      |                            | Modifica les dades a Wikidata |
|        | Can Peualt                       | Viladrau | masia            | Estil: arquitectura popular                | 41° 50′ 50″ N, 2° 22′ 51″ E / 41.84733°N,2.38086°E                                                                      | bé integrant del patrimoni cultural català           |                            | Modifica les dades a Wikidata |
|        | Can Pic de Pagès                 | Viladrau | masia            | Estil: arquitectura popular                | 41° 50′ 49″ N, 2° 23′ 25″ E / 41.846929°N,2.390191°E                                                                    | bé integrant del patrimoni cultural català           |                            | Modifica les dades a Wikidata |
|        | Can Pineda                       | Viladrau | masia            |                                            | 41° 51′ 09″ N, 2° 23′ 08″ E / 41.8525893005841°N,2.38567858313446°E                                                     |                                                      |                            | Modifica les dades a Wikidata |
|        | Can Puig                         | Viladrau | masia            |                                            | 41° 50′ 07″ N, 2° 21′ 45″ E / 41.8353682637232°N,2.36255087622474°E                                                     |                                                      |                            | Modifica les dades a Wikidata |
|        | Can Rossell                      | Viladrau | masia            |                                            | 41° 50′ 36″ N, 2° 23′ 50″ E / 41.8433642091466°N,2.39718564208561°E                                                     |                                                      |                            | Modifica les dades a Wikidata |
|        | Can Travi                        | Viladrau | masia            |                                            | 41° 50′ 59″ N, 2° 23′ 01″ E / 41.8496333071725°N,2.38367103683626°E                                                     |                                                      |                            | Modifica les dades a Wikidata |
|        | Can Tries                        | Viladrau | masia            |                                            | 41° 50′ 43″ N, 2° 23′ 42″ E / 41.8453791887593°N,2.39498648590036°E                                                     |                                                      |                            | Modifica les dades a Wikidata |
|        | Can Xisquet                      | Viladrau | masia            |                                            | 41° 51′ 15″ N, 2° 21′ 48″ E / 41.8540445152478°N,2.36346175314959°E                                                     |                                                      |                            | Modifica les dades a Wikidata |
|        | Casa dels Amos de Can Bosc       | Viladrau | masia            | Estil: arquitectura popular 18th century   | 41° 50′ 12″ N, 2° 21′ 58″ E / 41.836685°N,2.366028°E ca:Ctra. GE-520, km 2 838 msnm                                     | bé integrant del patrimoni cultural català           | Casa dels Amos de Can Bosc | Modifica les dades a Wikidata |
|        | Casa dels Amos de la Noguera     | Viladrau | masia            | Estil: arquitectura popular                | 41° 51′ 59″ N, 2° 21′ 26″ E / 41.866369°N,2.357334°E                                                                    | bé integrant del patrimoni cultural català           |                            | Modifica les dades a Wikidata |
|        | Casa dels Amos del Molins        | Viladrau | masia            | Estil: arquitectura eclèctica 18th century | 41° 50′ 42″ N, 2° 22′ 23″ E / 41.844866°N,2.373042°E ca:Ctra. GE-520, km 2,5 dreta                                      | bé cultural d'interès local                          | Casa dels Amos del Molins  | Modifica les dades a Wikidata |
|        | Casa dels Masovers de la Noguera | Viladrau | masia            | Estil: arquitectura popular                | 41° 51′ 58″ N, 2° 21′ 27″ E / 41.866231°N,2.357585°E                                                                    | bé integrant del patrimoni cultural català           |                            | Modifica les dades a Wikidata |
|        | Casadevall                       | Viladrau | masia            |                                            | 41° 51′ 12″ N, 2° 23′ 54″ E / 41.8532143399232°N,2.39826171983793°E                                                     |                                                      |                            | Modifica les dades a Wikidata |
|        | Cases d'en Santa Creu            | Viladrau | masia            |                                            | 41° 50′ 59″ N, 2° 23′ 29″ E / 41.8497017561594°N,2.3914402705915°E                                                      |                                                      |                            | Modifica les dades a Wikidata |
|        | Espinzella                       | Viladrau | masia casa forta | Estil: arquitectura romànica 12nd century  | 41° 51′ 17″ N, 2° 20′ 18″ E / 41.854771°N,2.338455°E ca:A ponent del nucli de Viladrau 725 msnm                         | bé d'interès cultural bé cultural d'interès nacional | Espinzella                 | Modifica les dades a Wikidata |
|        | Fàbregues                        | Viladrau | masia            | Estil: arquitectura popular                | 41° 52′ 38″ N, 2° 21′ 22″ E / 41.877217°N,2.356122°E                                                                    | bé integrant del patrimoni cultural català           |                            | Modifica les dades a Wikidata |
|        | Gomara                           | Viladrau | masia            |                                            | 41° 50′ 46″ N, 2° 24′ 38″ E / 41.8461442888377°N,2.41048206584571°E                                                     |                                                      |                            | Modifica les dades a Wikidata |
|        | Mas Vidal                        | Viladrau | masia            | Estil: arquitectura popular 18th century   | 41° 51′ 29″ N, 2° 21′ 12″ E / 41.858182°N,2.353431°E ca:Carretera GI-520, km 4,2 654 msnm                               | bé integrant del patrimoni cultural català           | Mas Vidal (Viladrau)       | Modifica les dades a Wikidata |
|        | Mas d'Osor                       | Viladrau | masia            | Estil: arquitectura popular                | 41° 51′ 48″ N, 2° 21′ 12″ E / 41.863211°N,2.353387°E                                                                    | bé integrant del patrimoni cultural català           |                            | Modifica les dades a Wikidata |
|        | Masmiquel                        | Viladrau | masia            |                                            | 41° 51′ 14″ N, 2° 23′ 55″ E / 41.8540175501379°N,2.3985674172066°E                                                      |                                                      |                            | Modifica les dades a Wikidata |
|        | Masnou                           | Viladrau | masia            |                                            | 41° 51′ 47″ N, 2° 22′ 25″ E / 41.8629184866461°N,2.37369958141159°E                                                     |                                                      |                            | Modifica les dades a Wikidata |
|        | Masoveria de Can Bosc            | Viladrau | masia            | Estil: arquitectura popular 18th century   | 41° 50′ 12″ N, 2° 21′ 57″ E / 41.836785°N,2.365789°E ca:Ctra. GE-520, km 2 838 msnm                                     | bé integrant del patrimoni cultural català           | Masoveria de Can Bosc      | Modifica les dades a Wikidata |
|        | Masoveria de la Vila             | Viladrau | masia            | Estil: arquitectura popular                | 41° 50′ 17″ N, 2° 23′ 40″ E / 41.83794°N,2.39455°E                                                                      | bé integrant del patrimoni cultural català           |                            | Modifica les dades a Wikidata |
|        | Masoveria del Molins             | Viladrau | masia            | Estil: arquitectura popular 18th century   | 41° 50′ 42″ N, 2° 22′ 25″ E / 41.84493°N,2.373523°E ca:Ctra. GE-520, km 2,5 dreta                                       | bé integrant del patrimoni cultural català           | Masoveria del Molins       | Modifica les dades a Wikidata |
|        | Masoveria del Noguer             | Viladrau | masia            | Estil: arquitectura popular                | 41° 50′ 19″ N, 2° 23′ 23″ E / 41.838732°N,2.389619°E                                                                    | bé integrant del patrimoni cultural català           |                            | Modifica les dades a Wikidata |
|        | Pallerols                        | Viladrau | masia            |                                            | 41° 52′ 03″ N, 2° 22′ 18″ E / 41.8676264218288°N,2.37156903258505°E                                                     |                                                      |                            | Modifica les dades a Wikidata |
|        | Puigdefàbregues                  | Viladrau | masia            | Estil: arquitectura popular                | 41° 52′ 38″ N, 2° 21′ 34″ E / 41.877176°N,2.359563°E                                                                    | bé integrant del patrimoni cultural català           |                            | Modifica les dades a Wikidata |
|        | Puigdot                          | Viladrau | masia            | Estil: arquitectura popular                | 41° 49′ 47″ N, 2° 23′ 42″ E / 41.829717°N,2.395062°E ca:Vessant dret del torrent de coll Pregon, camí al Pujol 862 msnm | bé integrant del patrimoni cultural català           | Puigdot                    | Modifica les dades a Wikidata |
|        | Rosquelles                       | Viladrau | masia            | Estil: arquitectura popular                | 41° 50′ 33″ N, 2° 23′ 06″ E / 41.84251667°N,2.38500833°E                                                                | bé integrant del patrimoni cultural català           |                            | Modifica les dades a Wikidata |
|        | Sabaters d'Amunt                 | Viladrau | masia            | Estil: arquitectura popular                | 41° 52′ 38″ N, 2° 20′ 29″ E / 41.877204°N,2.341447°E                                                                    | bé integrant del patrimoni cultural català           |                            | Modifica les dades a Wikidata |
|        | Sabaters d'Avall                 | Viladrau | masia            | Estil: arquitectura popular                | 41° 52′ 37″ N, 2° 20′ 42″ E / 41.876965°N,2.344896°E                                                                    | bé integrant del patrimoni cultural català           |                            | Modifica les dades a Wikidata |
|        | Vilarmau                         | Viladrau | masia            |                                            | 41° 50′ 22″ N, 2° 25′ 10″ E / 41.839416597238°N,2.41940851090481°E                                                      |                                                      |                            | Modifica les dades a Wikidata |
|        | el Martí                         | Viladrau | masia            | Estil: arquitectura popular                | 41° 50′ 19″ N, 2° 23′ 59″ E / 41.838547°N,2.399681°E ca:Antic camí a Sant Marçal 950 msnm                               | bé integrant del patrimoni cultural català           | El Martí (Viladrau)        | Modifica les dades a Wikidata |
|        | el Noguer                        | Viladrau | masia            | Estil: arquitectura popular                | 41° 50′ 21″ N, 2° 23′ 24″ E / 41.83916667°N,2.39°E                                                                      | bé integrant del patrimoni cultural català           |                            | Modifica les dades a Wikidata |
|        | el Pujol de Muntanya             | Viladrau | masia            |                                            | 41° 49′ 42″ N, 2° 23′ 12″ E / 41.82838056°N,2.38677222°E 943.3 msnm                                                     |                                                      | El Pujol de Muntanya       | Modifica les dades a Wikidata |
|        | el Pujolar                       | Viladrau | masia            |                                            | 41° 50′ 31″ N, 2° 24′ 43″ E / 41.8418551960214°N,2.41188250801471°E                                                     |                                                      |                            | Modifica les dades a Wikidata |
|        | el Torrent                       | Viladrau | masia            | Estil: arquitectura popular 18th century   | 41° 50′ 42″ N, 2° 23′ 18″ E / 41.844968°N,2.388389°E ca:Sector sud de la població, camí de Rosquelles 778 msnm          | bé integrant del patrimoni cultural català           | El Torrent (Viladrau)      | Modifica les dades a Wikidata |
|        | el Vilar del Bosc                | Viladrau | masia            |                                            | 41° 51′ 55″ N, 2° 19′ 57″ E / 41.8652174360278°N,2.33251692079702°E                                                     |                                                      |                            | Modifica les dades a Wikidata |
|        | els Castanyers                   | Viladrau | masia            |                                            | 41° 50′ 52″ N, 2° 22′ 56″ E / 41.847842407409°N,2.38226679998486°E                                                      |                                                      |                            | Modifica les dades a Wikidata |
|        | els Segalars                     | Viladrau | masia            | Estil: arquitectura popular                | 41° 50′ 47″ N, 2° 23′ 04″ E / 41.84651°N,2.38453°E                                                                      | bé integrant del patrimoni cultural català           |                            | Modifica les dades a Wikidata |
|        | els Vernets                      | Viladrau | masia            |                                            | 41° 50′ 45″ N, 2° 23′ 19″ E / 41.8457234603919°N,2.38856293913643°E                                                     |                                                      |                            | Modifica les dades a Wikidata |
|        | els Visons                       | Viladrau | masia            |                                            | 41° 52′ 07″ N, 2° 21′ 24″ E / 41.8686254638885°N,2.35679813409751°E                                                     |                                                      |                            | Modifica les dades a Wikidata |
|        | l'Alemany                        | Viladrau | masia            | Estil: arquitectura popular                | 41° 49′ 47″ N, 2° 23′ 34″ E / 41.829778°N,2.392885°E                                                                    | bé integrant del patrimoni cultural català           |                            | Modifica les dades a Wikidata |
|        | l'Aremany                        | Viladrau | masia            |                                            | 41° 50′ 11″ N, 2° 23′ 06″ E / 41.8363920028192°N,2.38512292163445°E                                                     |                                                      |                            | Modifica les dades a Wikidata |
|        | la Barita                        | Viladrau | masia            |                                            | 41° 51′ 24″ N, 2° 21′ 22″ E / 41.8567961224012°N,2.35619382027409°E                                                     |                                                      |                            | Modifica les dades a Wikidata |
|        | la Casa Nova de les Corts        | Viladrau | masia            |                                            | 41° 51′ 38″ N, 2° 23′ 55″ E / 41.8605388111067°N,2.39862679628911°E                                                     |                                                      |                            | Modifica les dades a Wikidata |
|        | la Noguera                       | Viladrau | masia            |                                            | 41° 51′ 58″ N, 2° 21′ 25″ E / 41.8662484058891°N,2.35693040614397°E                                                     |                                                      |                            | Modifica les dades a Wikidata |
|        | la Noguerola                     | Viladrau | masia            | Estil: arquitectura popular                | 41° 51′ 14″ N, 2° 21′ 24″ E / 41.853855°N,2.356552°E                                                                    | bé integrant del patrimoni cultural català           |                            | Modifica les dades a Wikidata |
|        | la Sala                          | Viladrau | masia casa forta | Estil: arquitectura popular 14th century   | 41° 50′ 26″ N, 2° 21′ 33″ E / 41.840642°N,2.359226°E ca:A ponent del nucli de Viladrau 746 msnm                         | bé d'interès cultural bé cultural d'interès nacional | La Sala (Viladrau)         | Modifica les dades a Wikidata |
|        | la Vila                          | Viladrau | masia            | Estil: arquitectura popular 18th century   | 41° 50′ 16″ N, 2° 23′ 39″ E / 41.837765°N,2.39421°E ca:Al sud del nucli de Viladrau 910 msnm                            | bé integrant del patrimoni cultural català           | La Vila (Viladrau)         | Modifica les dades a Wikidata |
|        | les Casiques                     | Viladrau | masia            |                                            | 41° 50′ 51″ N, 2° 22′ 46″ E / 41.8475666789837°N,2.37957116199957°E                                                     |                                                      |                            | Modifica les dades a Wikidata |
|        | les Planes                       | Viladrau | masia            |                                            | 41° 50′ 52″ N, 2° 23′ 50″ E / 41.847876863691°N,2.39722760110295°E                                                      |                                                      |                            | Modifica les dades a Wikidata |

## molí d'aigua
| imatge | Nom                   | Ubicat a | instància de | Detalls                                   | coordenades                                                                  | Protecció                                  | Commons (més fotos)  | Dades a WD                    |
| ------ | --------------------- | -------- | ------------ | ----------------------------------------- | ---------------------------------------------------------------------------- | ------------------------------------------ | -------------------- | ----------------------------- |
|        | El Molí Espatllat     | Viladrau | molí d'aigua | Estil: arquitectura popular               | 41° 51′ 09″ N, 2° 20′ 08″ E / 41.852521°N,2.335547°E                         | bé integrant del patrimoni cultural català |                      | Modifica les dades a Wikidata |
|        | Molinot de Puigdot    | Viladrau | molí d'aigua |                                           | 41° 49′ 49″ N, 2° 23′ 45″ E / 41.8303062443911°N,2.39585100278159°E          |                                            |                      | Modifica les dades a Wikidata |
|        | Molí Puig de Fàbregas | Viladrau | molí d'aigua | Estil: arquitectura popular Estat: ruïnós | 41° 52′ 37″ N, 2° 21′ 33″ E / 41.876894°N,2.359162°E                         | bé integrant del patrimoni cultural català |                      | Modifica les dades a Wikidata |
|        | Molí Vell             | Viladrau | molí d'aigua | Estil: arquitectura popular               | 41° 50′ 42″ N, 2° 22′ 44″ E / 41.84505°N,2.378755°E                          | bé integrant del patrimoni cultural català | Molí Vell (Viladrau) | Modifica les dades a Wikidata |
|        | Molí d'en Noc         | Viladrau | molí d'aigua | Estil: arquitectura popular               | 41° 51′ 36″ N, 2° 21′ 02″ E / 41.859968°N,2.350636°E                         | bé integrant del patrimoni cultural català |                      | Modifica les dades a Wikidata |
|        | Molí de Fàbregues     | Viladrau | molí d'aigua | Estil: arquitectura popular               | 41° 52′ 39″ N, 2° 21′ 21″ E / 41.877363°N,2.355898°E                         | bé integrant del patrimoni cultural català |                      | Modifica les dades a Wikidata |
|        | Molí de Masvidal      | Viladrau | molí d'aigua | Estil: arquitectura popular               | 41° 51′ 27″ N, 2° 21′ 12″ E / 41.857538°N,2.353347°E                         | bé integrant del patrimoni cultural català |                      | Modifica les dades a Wikidata |
|        | Molí de Rosquelles    | Viladrau | molí d'aigua | Estil: arquitectura popular               | 41° 50′ 28″ N, 2° 22′ 57″ E / 41.8411159954238°N,2.38258443879969°E 758 msnm | bé integrant del patrimoni cultural català |                      | Modifica les dades a Wikidata |
|        | Molí de la Barita     | Viladrau | molí d'aigua | Estil: arquitectura popular               | 41° 51′ 24″ N, 2° 21′ 22″ E / 41.856708°N,2.356018°E                         | bé integrant del patrimoni cultural català |                      | Modifica les dades a Wikidata |

## muntanya
| imatge | Nom                        | Ubicat a                   | instància de | Detalls | coordenades                                                             | Protecció | Commons (més fotos)     | Dades a WD                    |
| ------ | -------------------------- | -------------------------- | ------------ | ------- | ----------------------------------------------------------------------- | --------- | ----------------------- | ----------------------------- |
|        | Matagalls                  | Viladrau el Brull Montseny | muntanya     |         | 41° 48′ 32″ N, 2° 22′ 57″ E / 41.8088174884°N,2.38261778463°E 1697 msnm |           | Matagalls               | Modifica les dades a Wikidata |
|        | Pica dels Ocells           | Viladrau                   | muntanya     |         | 41° 52′ 10″ N, 2° 22′ 40″ E / 41.8694°N,2.3779°E 881.6 msnm             |           |                         | Modifica les dades a Wikidata |
|        | Puig Cornador              | Viladrau                   | muntanya     |         | 41° 50′ 46″ N, 2° 21′ 51″ E / 41.8462°N,2.36413°E 859.7 msnm            |           |                         | Modifica les dades a Wikidata |
|        | Puigsasucre                | Viladrau                   | muntanya     |         | 41° 50′ 14″ N, 2° 24′ 28″ E / 41.8372°N,2.40786°E 1106.3 msnm           |           |                         | Modifica les dades a Wikidata |
|        | Roca Llancers              | Viladrau                   | muntanya     |         | 41° 49′ 22″ N, 2° 24′ 17″ E / 41.8228°N,2.40469°E 1171 msnm             |           | Roca Llancers           | Modifica les dades a Wikidata |
|        | Roques Pastores            | Viladrau                   | muntanya     |         | 41° 51′ 31″ N, 2° 20′ 33″ E / 41.8585°N,2.34252°E 825.3 msnm            |           |                         | Modifica les dades a Wikidata |
|        | Turó Gros                  | Viladrau el Brull          | muntanya     |         | 41° 48′ 15″ N, 2° 22′ 13″ E / 41.80411944°N,2.37015556°E 1540.6 msnm    |           |                         | Modifica les dades a Wikidata |
|        | Turó Gros                  | Viladrau                   | muntanya     |         | 41° 49′ 44″ N, 2° 22′ 24″ E / 41.8289°N,2.37346°E 1090.5 msnm           |           |                         | Modifica les dades a Wikidata |
|        | Turó Gros del Pujol        | Viladrau                   | muntanya     |         | 41° 49′ 09″ N, 2° 22′ 23″ E / 41.8193°N,2.37312°E 1551.8 msnm           |           |                         | Modifica les dades a Wikidata |
|        | Turó Sesportadores         | Montseny Viladrau          | muntanya     |         | 41° 48′ 21″ N, 2° 23′ 47″ E / 41.80594444°N,2.39625°E 1603 msnm         |           | Turó Sesportadores      | Modifica les dades a Wikidata |
|        | Turó d'en Bessa            | Viladrau el Brull          | muntanya     |         | 41° 48′ 27″ N, 2° 21′ 14″ E / 41.8076°N,2.35384722°E 1393 1393.3 msnm   |           |                         | Modifica les dades a Wikidata |
|        | Turó de Morera             | Viladrau el Brull          | muntanya     |         | 41° 48′ 17″ N, 2° 22′ 34″ E / 41.8048°N,2.37606°E 1576 msnm             |           | Turó de Morera          | Modifica les dades a Wikidata |
|        | Turó de Sant Marçal        | Montseny Viladrau          | muntanya     |         | 41° 48′ 08″ N, 2° 24′ 11″ E / 41.802337°N,2.40299°E 1528 msnm           |           | Turó de Sant Marçal     | Modifica les dades a Wikidata |
|        | Turó de l'Alzina Rodona    | Seva Viladrau              | muntanya     |         | 41° 49′ 38″ N, 2° 20′ 44″ E / 41.8272°N,2.34565°E 1241 msnm             |           |                         | Modifica les dades a Wikidata |
|        | Turó de l'Oriol            | Seva Viladrau              | muntanya     |         | 41° 50′ 11″ N, 2° 20′ 42″ E / 41.83647778°N,2.34490556°E 1224.1 msnm    |           |                         | Modifica les dades a Wikidata |
|        | Turó de l'Àguila           | Viladrau                   | muntanya     |         | 41° 50′ 04″ N, 2° 22′ 17″ E / 41.83442528°N,2.37138889°E 980.8 msnm     |           |                         | Modifica les dades a Wikidata |
|        | Turó de la Soleia          | Viladrau                   | muntanya     |         | 41° 51′ 32″ N, 2° 23′ 47″ E / 41.85891667°N,2.39628333°E 888.4 msnm     |           |                         | Modifica les dades a Wikidata |
|        | Turó de les Cabrades       | Viladrau                   | muntanya     |         | 41° 51′ 32″ N, 2° 21′ 51″ E / 41.8588°N,2.36407°E 905.8 msnm            |           |                         | Modifica les dades a Wikidata |
|        | Turó de les Dalles         | Seva Viladrau              | muntanya     |         | 41° 49′ 49″ N, 2° 20′ 46″ E / 41.8302°N,2.346°E 1244.1 msnm             |           |                         | Modifica les dades a Wikidata |
|        | Turó de les Lloberes       | Espinelves Viladrau        | muntanya     |         | 41° 52′ 21″ N, 2° 23′ 41″ E / 41.87252778°N,2.39464167°E 921.1 msnm     |           |                         | Modifica les dades a Wikidata |
|        | Turó del Bosc Gran         | Viladrau                   | muntanya     |         | 41° 50′ 55″ N, 2° 20′ 57″ E / 41.8487°N,2.3492°E 822.5 msnm             |           |                         | Modifica les dades a Wikidata |
|        | Turó del Mig               | Viladrau                   | muntanya     |         | 41° 48′ 59″ N, 2° 22′ 20″ E / 41.81643889°N,2.37208889°E 1581.8 msnm    |           | Turó del Mig (Viladrau) | Modifica les dades a Wikidata |
|        | Turó del Pla de la Barraca | Viladrau el Brull          | muntanya     |         | 41° 48′ 24″ N, 2° 21′ 33″ E / 41.8066°N,2.35915°E 1382.5 msnm           |           |                         | Modifica les dades a Wikidata |
|        | Turó del Pou d'en Sala     | Seva Viladrau              | muntanya     |         | 41° 49′ 57″ N, 2° 20′ 51″ E / 41.832591°N,2.347413°E 1265 1265.5 msnm   |           | Turó del Pou d'en Sala  | Modifica les dades a Wikidata |
|        | la Goitadora               | Viladrau                   | muntanya     |         | 41° 49′ 17″ N, 2° 22′ 38″ E / 41.82133889°N,2.37719444°E 1428.5 msnm    |           |                         | Modifica les dades a Wikidata |
|        | turó de la Tremoleda       | Arbúcies Viladrau          | muntanya     |         | 41° 49′ 53″ N, 2° 24′ 42″ E / 41.83146667°N,2.41176111°E 1160.8 msnm    |           | Turó de la Tremoleda    | Modifica les dades a Wikidata |
|        | turó de les Queredes       | el Brull Viladrau          | muntanya     |         | 41° 49′ 28″ N, 2° 20′ 37″ E / 41.82436°N,2.343686°E 1287.5 msnm         |           | Turó de les Queredes    | Modifica les dades a Wikidata |
|        | turó del Faig Sec          | Viladrau                   | muntanya     |         | 41° 49′ 17″ N, 2° 22′ 12″ E / 41.821454°N,2.369959°E 1487 msnm          |           | Turó del Faig Sec       | Modifica les dades a Wikidata |

## pont
| imatge | Nom                     | Ubicat a | instància de | Detalls                      | coordenades                                          | Protecció                                  | Commons (més fotos) | Dades a WD                    |
| ------ | ----------------------- | -------- | ------------ | ---------------------------- | ---------------------------------------------------- | ------------------------------------------ | ------------------- | ----------------------------- |
|        | Pont de Can Pau Moliner | Viladrau | pont         | Estil: arquitectura popular  | 41° 51′ 02″ N, 2° 22′ 04″ E / 41.850668°N,2.367911°E | bé integrant del patrimoni cultural català |                     | Modifica les dades a Wikidata |
|        | Pont de Fàbregues       | Viladrau | pont         | Estil: arquitectura popular  | 41° 52′ 50″ N, 2° 21′ 20″ E / 41.880475°N,2.35568°E  | bé integrant del patrimoni cultural català |                     | Modifica les dades a Wikidata |
|        | Pont de la Noguerola    | Viladrau | pont         | Estil: arquitectura romànica | 41° 51′ 12″ N, 2° 21′ 22″ E / 41.853471°N,2.356104°E | bé integrant del patrimoni cultural català |                     | Modifica les dades a Wikidata |
|        | Pont del Molí de Baix   | Viladrau | pont         | Estil: arquitectura popular  | 41° 51′ 12″ N, 2° 21′ 33″ E / 41.853409°N,2.359169°E | bé integrant del patrimoni cultural català |                     | Modifica les dades a Wikidata |

## serra
| imatge | Nom               | Ubicat a      | instància de | Detalls | coordenades                                                          | Protecció | Commons (més fotos)      | Dades a WD                    |
| ------ | ----------------- | ------------- | ------------ | ------- | -------------------------------------------------------------------- | --------- | ------------------------ | ----------------------------- |
|        | les Cabrades      | Viladrau      | serra        |         | 41° 52′ 11″ N, 2° 21′ 53″ E / 41.8697°N,2.36462°E 806.8 msnm         |           |                          | Modifica les dades a Wikidata |
|        | serrat de l'Oriol | Seva Viladrau | serra        |         | 41° 50′ 21″ N, 2° 20′ 28″ E / 41.83928333°N,2.34100278°E 1224.1 msnm |           | Serrat de l'Oriol (Seva) | Modifica les dades a Wikidata |

## Misc
| imatge | Nom                              | Ubicat a | instància de           | Detalls                     | coordenades                                                                  | Protecció                                  | Commons (més fotos) | Dades a WD                    |
| ------ | -------------------------------- | -------- | ---------------------- | --------------------------- | ---------------------------------------------------------------------------- | ------------------------------------------ | ------------------- | ----------------------------- |
|        | Espai Montseny                   | Viladrau | centre d'interpretació | 2013 Anomenat per: Montseny | 41° 50′ 58″ N, 2° 23′ 01″ E / 41.849408864573064°N,2.383708169430416°E       |                                            |                     | Modifica les dades a Wikidata |
|        | Granja d'en Pic                  | Viladrau | granja                 |                             | 41° 50′ 44″ N, 2° 24′ 37″ E / 41.8456836622227°N,2.41023333704185°E          |                                            |                     | Modifica les dades a Wikidata |
|        | Masvidal                         | Viladrau | nucli de població      |                             | 41° 51′ 32″ N, 2° 21′ 11″ E / 41.858774886709°N,2.3531045977666°E            |                                            |                     | Modifica les dades a Wikidata |
|        | Matagalls                        | Viladrau | vèrtex geodèsic        | Alt: 1.2m                   | 41° 48′ 32″ N, 2° 22′ 58″ E / 41.808827°N,2.382644°E Matagalls 1696.951 msnm |                                            |                     | Modifica les dades a Wikidata |
|        | Muralla de la Noguera            | Viladrau | edifici                | Estil: arquitectura popular | 41° 51′ 57″ N, 2° 21′ 26″ E / 41.8659°N,2.357358°E                           | bé integrant del patrimoni cultural català |                     | Modifica les dades a Wikidata |
|        | Pedrera de Coll de Boc           | Viladrau | pedrera                |                             | 41° 51′ 27″ N, 2° 20′ 51″ E / 41.8574401099979°N,2.34741657344851°E          |                                            |                     | Modifica les dades a Wikidata |
|        | casa consistorial de Viladrau    | Viladrau | casa consistorial      |                             | 41° 50′ 54″ N, 2° 23′ 26″ E / 41.848365°N,2.3906321°E                        |                                            |                     | Modifica les dades a Wikidata |
|        | jaciment arqueològic de Vilarmau | Viladrau | jaciment arqueològic   |                             | 41° 50′ 30″ N, 2° 25′ 08″ E / 41.841701°N,2.418774°E                         | bé integrant del patrimoni cultural català |                     | Modifica les dades a Wikidata |
|        | torrent dels Rentadors           | Viladrau | curs d'aigua           |                             | 41° 48′ 27″ N, 2° 22′ 44″ E / 41.8076°N,2.37877°E                            |                                            |                     | Modifica les dades a Wikidata |